# Список малярських робіт Емми Андієвської
Емма Андієвська створила понад 9000 картин. В цей список включені деякі з її картин, які потрапили до каталогів. Каталоги своїх картин малярка видала невеликими тиражами (2000 екземплярів) на власні кошти. Ці каталоги не містять номера ISBN та інших звичайних видавничих даних. Картини Емми Андієвської зазвичай підписані ініціалами авторки Е. А. на самій картині. На задньому боці творів міститься ім'я авторки та назва картини українською та іноді німецькою мовою.
| Рік  | Назва картини |
| ---- | --- |
| 1988 | - Космогонічна пара на малому відтінку - Сієста на жовтому |
| 1989 | - Двоє на роздоріжжі |
| 1990 | - Тарілка з рибою, папір, акварель - Голова, 25х32, папір, акрилик - Спільні бар'єри, папір, акварель - В саду, 50х40, папір, акрилик |
| 1991 | - Paris, Châtelet, 50x64, папір, акрилик - Пара, 69х50, полотно, олія - Прогулянка по парку, 60х69, полотно, олія - Та, що садить квіти, 60х69, полотно, олія - Постать із ягодами, 69х50, полотно, олія                                                           |
| 1992 | - Постать із двома капелюхами, 69х50, полотно, олія |
| 1993 | - Серія Знаки зодіаку - Серія Тарок - Постать з французьким хлібом, 50х64, папір, акрилик - Сила, 50х64, папір, акрилик |
| 1994 | - Октоберфест, 50x64, папір, акрилик - Той, що смажить мильні бульбашки, 50x64, папір, акрилик - Карнавал, 50x64, папір, акрилик - Медитація на тему картоплі, 50х64, папір, акрилик - Квіти, 50х64, папір, акрилик                                                |
| 1995 | - Музика, 80х108, папір, акрилик - Південь, 80х108, папір, акрилик - Квіти і комахи, 80х100, картон, акрилик |
| 1996 | - Південь, 80х108, папір, акрилик |
| 1997 | - Венеція, 80х108, папір, акрилик - Голоси предків, 80х108, папір, акрилик |
| 1998 | - Альбом Мова сну = сеґменти - Квіти, 80х108, папір, акрилик - Пекарня, 80х108, папір, акрилик - Двоє з трубою, 80х108, папір, акрилик - Сарастро з «Чарівної флейти», 54х80, папір, акрилик                                                                       |
| 1999 | - Золоте розп'яття на бежевому хресті, 80х108, папір, акрилик - Двоє з рибою та комахами, 80х108, папір, акрилик - Південь, 80х108, папір, акрилик - Спогад, 80х108, папір, акрилик - Територія, 80х108, папір, акрилик                                            |
| 2000 | - Родина, 80х108, папір, акрилик - Парасолі, 80х108, папір, акрилик - Мости, 80х108, папір, акрилик - Джунглі, 80х108, папір, акрилик - Проблема голови, 39х54, папір, акрилик                                                                                     |
| 2001 | - Воїн та комаха, 80х108, папір, акрилик - Сніданок, 76х107, папір, акрилик - Відвідувачі, 200х133, папір, акрилик - За чаєм, 80х108, папір, акрилик - Запрошення, 200х133, папір, акрилик                                                                         |
| 2002 | - Автопортрет, 40х50, газетний папір, акрилик - 1001 ніч, 40х50, газетний папір, акрилик - Ars amandi, 29х40, газетний папір, акрилик - Розп'яття, 200х133, папір, акрилик - Поцілунок, 200х133, папір, акрилик - Народження козака Мамая, 133х200, папір, акрилик |
| 2004 | - Чорнобиль, 140х100, полотно, акрилик |

## Каталоги картин Емми Андієвської
| Обкладинка | Рік  | Назва |  | Обкладинка | Рік  | Назва |
| ---------- | ---- | --- |  | ---------- | ---- | --- |
|            | 1993 | Die Gemalden / E. Andijewska. [Deutschland : s.n., 1993]. no pag. : ill. |  |            | 1998 | Emma Andijewska / Emma Andijewska. [Munchen : Tom Kraft], 1998. 160 s. : ill.                                                                                      |
|            | 1994 | Emma Andijewska / E. Andijewska. [Munchen : s. n., 1994.] [без паг.] : ill. Назва картини на обкладинці: Blumen in der gelben Teekanne und Insekten. |  |            | 1999 | Emma Andijewska / Emma Andijewska ; Texte : G.A. Prasdnikow, W. Langsfeld. [München : s. n.], 1999. Назва картини на обкладинці: Drei Geister aus der Zauberflote. |
|            | 1995 | Emma Andijewska / Emma Andijewska. [München] : [s.n.], [1995]. 64 s. : ill. Назва картини на обкладинці: Hinter dem Rad. |  |            | 2000 | Емма Андієвська. За ред. М. Маричевського. — К.: Ред. журналу «Образотворче мистецтво», 2000.                                                                      |
|            | 1996 | Emma Andijewska / E. Andijewska. Munchen : s. n., 1996. 126 p. : ill. Назва картини на обкладинці: Solokonstruktion. |  |            | 2001 | Emma Andijewska im Bild : die Künstlerin und ihre Werke / fotografiert von Lisa Pfahler-Scharf; [Vorwort, Wolfgang Längsfeld]. 64 p. : col. ill. ; 24 cm.          |
|            | 1997 | Emma Andijewska / Text, Wladimir Grigorjewitsch Besnossow ; Übersetzung, Tom Kraft]. München : Emma Andijewski, 1997. 128 p. : col. ill. ; 24 cm. |  |            | 2003 | Emma Andijewska / Назва картини на обкладинці: Crucified Christ, 2003 р.                                                                                           |
|            |      | |  |            |      | |
|            | 2013 | Emma Andijewska. Katalog einer Ausstellung. Ukrainische Freie Universität/ Mit einem Vorwort von Natalia Kosmolinska. München 2013. 84 S. Емма Андієвська. Каталог виставки. Український Вільний Університет/ Передмова Наталії Космолінської. Мюнхен 2013. 84 с. |  |            |      | |